# 杨有志 (漳浦)
杨有志（1942年10月—），男性，中共党员，福建漳浦人，中华人民共和国政治人物。

## 生平
杨有志毕业于福建省集美水產學校（今廈門海洋職業技術學院）。1984年任宁德地区霞浦县委书记，1986年因“杜国桢案”受处分降为福鼎县委副书记。1993年任宁德行署副专员，1994年任福建省海洋与渔业厅副厅长、厅长。